# مون إيكيا ديفيس
مون إيكيا ديفيس (من مواليد 24 يونيو 2001) هو لاعب أمريكي سابق في دوري البيسبول الصغير ولاعب كرة لينة سابق في جامعة هامبتون من فيلادلفيا، بنسلفانيا. كانت واحدة من فتاتين لعبتا في بطولة العالم للدوري الصغير 2014 العالمية وكانت أول فتاة تفوز وتحصل على إغلاق في تاريخ بطولة العالم للدوري الصغير. كانت الفتاة الثامنة عشرة التي تلعب بشكل عام والسادسة التي تحصل على ضربة. كانت أيضًا أول لاعبة بيسبول في الدوري الصغير تظهر على غلاف مجلة سبورتس إليسترايتد كلاعبة الدوري الصغير.

## حياتها
ديفيس هي ابنة لامار ديفيس ولاكيشا ماكلين. عاشت مع والدتها وزوجها مارك ويليامز منذ أن كانت في السادسة من عمرها.
في عام 2008، لاحظ ستيف باندورا، وهو مدير برنامج مركز ماريان أندرسون الترفيهي في جنوب فيلادلفيا، ديفيس وهي تلعب كرة القدم مع أبناء عمومتها وشقيقها الأكبر. ولاحظ أنها "كانت ترمي كرة القدم هذه في دوامة مثالية، دون عناء وتدير هؤلاء الأطفال الأقوياء وتتصدى لهم.

قال باندورا لصحيفة فيلادلفيا تريبيون: 
"كانت عيناها ملتصقتين بالتمرين، وعندما حان دورها، مرت بالأمر كما لو كانت تفعل ذلك ألف مرة. كنت أعرف فقط الحق إذن." وفقًا لـ فيلادلفيا تريبيون، بالنسبة الى فيلادلفيا تريبيون، أصبحت ديفيس أفضل لاعب كرة سلة في باندورا والفتاة الوحيدة في الفريق. كما بدأت اللعب والتفوق في لعبة البيسبول وكرة القدم".
ساعد باندورا، مع رعاة آخرين، ديفيس في الانتقال إلى أكاديمية سبرينجسايد تشيستنت هيل،. قالت والدتها، لاكيشا ماكلين، لصحيفة فيلادلفيا تريبيون إنها لم تكن على علم بذلك أن ابنتها كانت رياضية للغاية. في عام 2011، كانت حارسة في كرة السلة، ورامية قاعدة في لعبة البيسبول، لكنها كشفت أنها بدأت في الرمي عندما كانت بديلاً من لاعبة دفاع، ولاعبة وسط لكرة القدم.
اعتبارًا من أغسطس 2014، على الرغم من كونها لاعبة في الدوري الصغير، فقد اعتبرت، فقد اعتبرت كرة السلة رياضتها الأساسية. كانت تطمح إلى أن تصبح لاعبة الاتحاد الوطني لكرة السلة النسائية، وأعربت عن رغبتها في لعب كرة السلة الجامعية من أجل كرة السلة للسيدات في كونيتيكت هاسكي من جامعة كونيتيكت، اتبعت خطى مايا مور، خريجة جامعة كونيتيكت التي واصلت اللعب في الاتحاد الوطني لكرة السلة النسائية.

في عام 2015، أصدرت مذكرات كتبتها مع هيلاري بيرد،
"مون ديفيس: تذكر اسمي".
في مارس، 2015 تعاونت أيضًا مع العلامة التجارية M4D3 (اصنع فرقًا كل يوم) لتصميم مجموعة من الأحذية الرياضية للفتيات، مع توجيه بعض العائدات نحو مبادرة نحو مبادرة لأنني فتاة الخطة الدولية، والتي تهدف إلى المساعدة في انتشال أربعة ملايين فتاة في العالم النامي من الفقر.
في عام 2018، التزمت بلعب الكرة لينة في جامعة هامبتون في فيرجينيا بدءًا من خريف عام 2019. الظهور الأول لـ هامبتون بايرتس و ليدي بايرتس في 8 فبراير 2020، حيث ذهبت 1 مقابل 3، وقادت في جولتين، وسجلت تضحية في فوز هامبتون 15-4 على نورث كارولينا ايه اند تي اجيس. أنهت الموسم الثالث على الفريق في الفرص (77) والتسديدات (46) وحصلت على 333 ضربة مع ثلاث مباريات متعددة الضربات ومباراتين متعددتين. بدأت ديفيس كلاعبة لاعبة في 49 من أصل 55 مباراة للقراصنة وانخفض متوسط ضربها إلى 0.219 مع ستة ثنائيات، وسجل 24 نقطة (الثاني في الفريق)، و16 RBI، و8 مقابل 8 في عمليات السرقة على الملعب. ممرات أساسية.
على الرغم من لعبها في موسمين فقط لفريق الكرة لينة بجامعة هامبتون، لم تكن ديفيس ضمن قائمة بايرتس لعام 2023. في عام 2023، بدأت ديفيس دراساتها العليا في جامعة كولومبيا.

## الترويج
في سن 13 عامًا، ألقت ديفيس كرة سريعة تبلغ 70 ميل في الساعة (110 كم/س)، بينما كان متوسط السرعة في فئتها العمرية 63 ميل في الساعة (101 كم/س) إلى نطاق 73 ميل في الساعة (117 كم/س). وفقًا لويل فيميا، فإن الملعب 71 ميل في الساعة (114 كم/س) (الذي سجلته خلال مباراة 15 أغسطس 2014) هي تعادل وقت رد الفعل على اللوحة للخليط درجة 93 ميل في الساعة (150 كم/س) على ماسة كاملة الحجم. كما ألقت كرة منحنية أعطت "نوبات الضاربين المتعارضين".
اعتمدت ديفيس أكثر على الآليات الدقيقة للرمي بدلاً من القوة. وفقًا لـ جون برينكوس من إي إس بي إن، كان لدى ديفيس نقطة ريح وإطلاق لم تتغير أبدًا بأكثر من ذلك. أكثر من 3 درجات. بالرغم من أن ذراعها كان 15% شعلى مسافة أبعد من ذراع أحد لاعبي الدوري الرئيسي، كانت قادرة على إيصال الكرات بسرعة تزيد عن 70 ميل في الساعة (110 كم/س). تمت مقارنة رميتها بحركة رمي الرامي الرئيسي جوناثان بابلبون. في نهاية حركة الرمي، كانت ذراعها تتحرك للأمام بأقصى سرعة من 2500˚/ثانية، وهي ما يزيد عن 80% من السرعة الزاوية القصوى (3000˚/ثانية) لرماة الدوري الرئيسيين.

## سلسلة الدوري العالمي الصغيرة

### الخلفية
في عام 1972، كانت ماريا بيبي أول فتاة تبدأ في مباريات الدوري الصغير، ولكن استبعدت عندما طالبت الفرق المنافسة بإزالتها. رفعت المنظمة الوطنية للنساء دعوى قضائية لصالح بيبي، وفي عام 1973 حكم القاضي سيلفيا بريسلر بأن "مؤسسة الدوري الصغير هي مؤسسة أمريكية مثل النقانق وفطيرة التفاح. ولا يوجد سبب وراء هذا الجزء. يجب حجب أمريكانا عن الفتيات." على الرغم من أن الحكم جاء متأخرًا جدًا بالنسبة لبيبي للعب، حيث أنها بلغت 14 عامًا، فقد أتاح الحكم لديفيز والفتيات الأخريات لعب دوري البيسبول الصغير.
كانت ديفيس هي الفتاة الأمريكية الرابعة والثامنة عشرة بشكل عام التي تلعب في بطولة العالم للرابطة الصغيرة، من بين ما يقرب من 9000 مشارك منذ بدء البطولة في عام 1947. وكانت بطولة العالم للرابطة الصغيرة لعام 2014 هي أيضًا المرة الثالثة التي تشارك فيها فتاتان. كانت ديفيس أيضًا الفتاة السادسة التي تحصل على نجاح كبير في تاريخ الدوري الصغير سلسلة العالم.
في 10 أغسطس 2014، قدم ديفيس ثلاث ضربات 8-0 على نيوارك الوطنية الصغيرة في ولاية ديلاوير للوصول إلى منطقة وسط المحيط الأطلسي من الدوري الصغير بطولة العالم.

### الفوز الأول
في 15 أغسطس 2014، كانت ديفيس أول فتاة في تاريخ الدوري الصغير سلسلة العالم (لفريق تاني دراغونز)، مما جعلها أيضًا أول فتاة تغلق أبوابها في تاريخ ما بعد الموسم في الدوري الصغير.
قادت فريقها الفريق فوزًا بنتيجة 4-0 على ناشفيل. قامت بستة أدوار، وضربت ثماني ضربات، وتخلت عن ضربتين. في الشوط السادس، ضربت أول ضاربتين، وأحضرت الضربة الثالثة إلى العد الكامل عندما ضربت  بعد المباراة، توقع حاكم ولاية بنسلفانيا توم كوربيت أنها ستلعب يومًا ما في لعبة البيسبول الاحترافية.

### تقييمات التلفزيون
جلب بث إي إس بي إن لمباراة نصف النهائي التي لعب فيها ديفيس في 20 أغسطس 2014 تقييمًا 3.4 بين عشية وضحاها، وهي أعلى مستوى على الإطلاق لـ الدوري الصغير على إي إس بي إن. في اللعبة، صنفت ديفيس بالخسارة بعد أن فشلت في الخروج من الشوط الثالث، حيث تخلت عن 3 أشواط مكتسبة في 2.1 جولة. لقد ارتكبت خطأً لاحقًا في البداية عندما فازت نيفادا بالمباراة 8-1، مما أدى إلى إقصاء بنسلفانيا من المنافسة على السلسلة.

## الإعلام والمشاهير
بعد أن أصبحت أول أنثى تغلق أبوابها في تاريخ الدوري الصغير لما بعد الموسم، تلقت رسائل تهنئة من تويتر من مايك تراوت، وماركوس سترومان، وكيفن دورانت، وطلبات لإجراء مقابلات. بواسطة مقدمي برامج تلفزيونية مثل جيمي فالون. قالت راتشيل مادو إن ديفيس كانت
"أفضل شيء جديد في العالم".
كما أشاد بها ألين دي جينيريس، وبيلي جين كينغ، وميشيل أوباما. قالت ديفيس لإي إس بي إن
"لم أفكر أبدًا في سن 13 عامًا أنني سأكون نموذجًا يحتذى به. لقد أردت دائمًا أن أكون نموذجًا يحتذى به، لكن كوني نموذجًا يحتذى به في لعبة البيسبول أمر رائع حقًا."
ظهرت على الغلاف الأمامي بتاريخ 25 أغسطس 2014 سبورتس إليسترايتد، مما جعلها أول لاعبة بيسبول في الدوري الصغير تظهر على الغلاف الأمامي لإحدى أهم المجلات الرياضية الأمريكية كلاعبة في الدوري الصغير. سؤلت عن الظهور على غلاف مجلة سبورتس إليسترايتد قالت ديفيس "لا أعرف. لقد فوجئت نوعًا ما، ولكن أعني أنه كان ممتعًا."
في عام 2014، صرح بول جرازيانو، الذي كان مذيعًا صحفيًا في الدوري الصغير سلسلة العالم على مدار الـ 34 عامًا الماضية، أنه لم ير أبدًا مستوى الإثارة في وقت مبكر من البطولة وأن هذا يرجع جزئيًا إلى وجود ديفيس. هتفت الجماهير في كل مرة رمت فيها ديفيس الكرة أو كانت في المضرب، وتلقت تصفيقًا حارًا بينما كانت تروج لفوزها الساحق في 15 أغسطس 2014.
في 19 أغسطس 2014، قال مارك هايمان، الأستاذ المساعد في الإدارة الرياضية في جامعة جورج واشنطن، لـ "نيويورك تايمز" "إنها أكثر لاعبة بيسبول يتم الحديث عنها على وجه الأرض في الوقت الحالي". وفقًا لـ "ذا نيويورك تايمز، زادت ديفيس في تصنيفات أيه بي سي وإي إس بي إن، واعتبارًا من 19 أغسطس، ظهرت ديفيس على الصفحة الأولى لمجلة فيلادلفيا انكوايرر (شركة) لمدة خمسة أيام متتالية.
جوش بيتر، يكتب لـ يو إس إيه توداي، أثار القلق بشأن الترويج والتسويق المحيط بمشاهير ديفيس. على سبيل المثال، في 20 أغسطس 2014، ظهرت بكرة بيسبول على إيباي، وكان سعر المزاد يصل إلى 510 دولارات، بالإضافة إلى ما يقرب من 40 عنصرًا آخر من المفترض أن يكون موقعًا من قبل ديفيس. ومع ذلك، لم يكن الباحثون عن التوقيعات فقط هم الذين خلقوا المشاكل لديفيز. وفقًا لبيتر، كانت هناك شركتان تبيعان قمصان مون غير المصرح بها.
في سبتمبر 2014، تبرعت ديفيس بقميصها إلى قاعة مشاهير البيسبول. كانت برفقة زملائها من فريق أندرسون موناركس. كما مامي جونسون، واحدة من ثلاث سيدات يلعبن في دوري البيسبول كانت حاضرة في هذا الحدث.
في أكتوبر 2014، اختيرت ديفيس كواحد من "أكثر 25 مراهقًا تأثيرًا لعام 2014" أيضًا في أكتوبر، عرض فيلم وثائقي مدته 16 دقيقة عن ديفيس بعنوان أنا رميت مثل فتاة، من إخراج سبايك لي، وإنتاج سيايك لـ إطلاق شيفروليه. في 25 أكتوبر، ألقت ديفيس الملعب الاحتفالي الأول للمباراة الرابعة من بطولة دوري كرة القاعدة الرئيسي في ايه تي اند تي بارك في سان فرانسيسكو. بالإضافة إلى ذلك، تسميت ديفيس "أفضل طفل رياضي لهذا العام" لعام 2014. واختيرت كواحد من 25 مؤثر التابع لـ إي إس بي إن في عام 2014.
في مارس 2015، أدلت لاعبة البيسبول جوي كاسيلبيري بتعليق فج عنها على تويتر وإقيفت عن اللعب في المستقبل. بعد أن قدمت اعتذارًا علنيًا، قدمت ديفيس التماسًا إلى المدرسة، مطالبًا بإعادة اللاعبة إلى منصبها. وردت جامعة بلومسبرج بالبيان: "يوضح طلبها طبيعة شخصيتها ومستوى نضجها والتعاطف الذي تعلمته إياها عائلتها ومدربها. جامعة بلومسبرج تقف بثبات على قرارنا؛ ومع ذلك، ستتم مراجعة عواقبها كما هي". شائع في الإجراءات التأديبية مثل هذه."
ظهرت ديفيس في مجلة "ماري كلير" "أعظم 8 لحظات للنساء في الرياضة". في يوليو 2015، فازت ديفيس بـ جائزة أفضل رياضي مبتكر ESPY.

## تحليل تأثيرها الأوسع
في عام 2014، اقترحت كيلي والاس، وهي تكتب لـ سي إن إن، أن إنجازات ديفيس ستؤثر على كل من الفتيات والفتيان والنساء والرجال. من وجهة نظر والاس، ستلهم الفتيات اللاتي يرغبن في لعب البيسبول في المستقبل. لدعم هذا الرأي، استشهدت والاس بحالة ستيفاني توك، التي لعبت عندما كانت فتاة في فريق الدوري الصغير. قالت توك، وهي تروي تجربة اللعب في الدوري الصغير، "لقد ضايقني الآباء: "أخرجوا تلك الفتاة من الملعب". كنت أدعو الله أن لا تصلني الكرة في الملعب الصحيح، كان الأمر مكثفًا للغاية." كتبت والاس أيضًا أن مسرحية ديفيس ستزيل "خصوصية" الفتيات اللاتي يلعبن على مستوى الأولاد. في المستقبل، سينظر المشجعون إلى مدى جودة اللاعب، و لن يكون الجنس مهمًا. بالنسبة للرجال والفتيان، قالت والاس أن أداء ديفيس سيقلل من التحيزات بين الجنسين حول أدوار الأولاد والبنات. على سبيل المثال، "الرمي مثل "فتاة"، وفقًا لوالاس، أصبح لها الآن معنى مختلف تمامًا وإيجابي. أعربت ميليسا إيزاكسون، التي تكتب لـ إيه بي سي نيوز، عن آراء مماثلة. لماذا يعتبر لعب مون إيكيا ديفيس مهمًا للفتيات وتكهنت والاس أيضًا بأن كلما زاد الاهتمام الذي تتلقاه الرياضيات مثل ديفيس من الفتيات والفتيان والرجال والنساء، كلما أصبحت الرياضات النسائية أكثر شعبية. أخيرًا، اقترحت والاس أن الاهتمام الهائل الذي أثارته ديفيس في الدوري الصغير العالمي قد تؤدي السلسلة إلى زيادة مشاركة الأولاد والبنات في لعبة البيسبول، التي عانت من فضائح المخدرات التي تعزز الأداء في الدوري الرئيسي.

## البث
في عام 2019 ومرة أخرى في عام 2021، عملت ديفيس لفترة وجيزة كمذيعة لـ إي إس بي إن خلال عامي 2019 و2021 لعدد قليل من ألعاب الدوري الصغير سلسلة العالم. ظهرت ديفيس أيضًا في العديد من برامج البيسبول والكرة لينة لشبكة دوري كرة القاعدة الرئيسي. كانت ديفيس أحد المذيعين في دي سي جرايز في صيف عام 2022.